# M11/39
De Fiat-Ansaldo M11/39 was een Italiaanse middelzware tank ontwikkeld in de jaren 30. Het voertuig kwam in 1939 in productie en in totaal zijn 100 exemplaren gemaakt. De tank werd ingezet in Afrika en in Italië in 1939-1944. De officiële typeaanduiding was Carro Armato M 11/39, waarbij de M staat voor (it)  Medio (middelzwaar), gevolgd door het gewicht in tonnen en het jaar van introductie (1939).

## Beschrijving
De tank was een gezamenlijk project van Fiat en dochteronderneming SPA, en Ansaldo. De laatste verzorgde het ontwerp van de bepantsering en bewapening. De M11/39 was gebaseerd op een verouderd concept. Het hoofdwapen, een 37mm-kanon was geplaatst in de romp van de tank en niet in de geschutskoepel. Het kanon kon daardoor maar beperkt, ongeveer 15 graden naar links en naar rechts, worden bewogen. Wilde men het doel onder schot houden, dan moest de hele tank draaien. De geschutskoepel was te klein en slechts uitgerust met een Breda Model 38 machinegeweer. De koepel kon alleen handmatig worden gedraaid en bood nauwelijks voldoende ruimte voor de schutter. Deze tekortkoming leidde tot een aanpassing van het ontwerp en de M13/40 was de opvolger.
Het pantser was aan de voorzijde 30 mm dik, aan de zijkanten 15 mm en bij de platliggende delen van de tank 6 mm. Het pantser was met klinknagels bevestigd. Bij een vijandig treffen konden de klinknagels loskomen en de bemanning verwonden of zelfs doden. De bemanning bestond uit drie personen; commandant, schutter en chauffeur. Het voertuig had ruimte voor een radio, maar deze werd niet geïnstalleerd. Het voertuig bood ruimte om 84 37mm-granaten en 2.808 8mm-mitrailleurpatronen mee te nemen.

## Gebruik
Italië heeft 72 exemplaren naar Noord-Afrika verscheept en 24 stuks naar Oost-Afrika. De vier overgebleven exemplaren zijn in Italië achtergebleven. In vergelijking tot de veelgebruikte tankettes in Afrika, de L3/33 en L3/35, was de tank wel een verbetering.
In de strijd in Noord-Afrika was de tank duidelijk de mindere in vergelijking tot de Britse tanks waaronder de Matilda.